# Kutburga z Wimborne
Kutburga z Wimborne, również: Cuthburh, Cuðburh, Cuþburh (ur. w VII wieku, zm. ok. 725) – księżniczka Wesseksu, królowa Nortumbrii, pierwsza ksieni opactwa w Wimborne, święta Kościoła katolickiego i anglikańskiego.
Kutburga była córką króla Wesseksu, Cenreda (685-705) i siostrą Ine. Kronika anglosaska odnotowała, iż księżniczka została przez brata oddana za żonę królowi Nortumbri, Aldfrydowi. Małżeństwo nie było udane. W 705 roku Kutburga opuściła męża i schroniła się w klasztorze w Barking. Następnie została pierwszą ksienią w ufundowanym przez siebie, i siostrę Cwenburgę, podwójnym klasztorze w Wimborne.
Wiadomo, że Aldfryd miał trzech synów: Osreda, Osrica i Offę, jednak nie jest pewne, czy ich matką była Kutburga. Historycy uważają, że największe jest prawdopodobieństwo, że urodziła Osreda.
Po śmierci Kutburgi dokonano translacji jej szczątków do świątyni, i ogłoszono świętą.
Jej wspomnienie liturgiczne obchodzone jest 31 sierpnia.